# Тамільський календар
Тамільський календар - це один з індуських календарів, що використовують таміли. Поширений на Півдні Індії, Шрі Ланці, Сингапурі та Малайзії. Використовується для культурних свят, релігійних та сільськогосподарських подій, тоді як григоріанський календар - для офіційних подій.

## Тиждень
День у тамілів починається зі сходом сонця, а тиждень з неділі.
| №  | Тамільська назва | Транслітерація латинською абеткою | Планета       | Український відповідник |
| -- | ---------------- | --------------------------------- | ------------- | ----------------------- |
| 1. | ஞாயிற்றுக்கிழமை         | Nyayitru-kizhamai                 | Сонце (ஞாயிறு)   | Неділя                  |
| 2. | திங்கட்கிழமை          | thingat-kizhamai                  | Місяць (திங்கள்) | Понеділок               |
| 3. | செவ்வாய்க்கிழமை         | Chevvai-kizhamai                  | Марс (செவ்வாய்)   | Вівторок                |
| 4. | புதன்கிழமை           | bhudhan-kizhamai                  | Меркурій      | Середа                  |
| 5. | வியாழக்கிழமை          | vyazha-kizhamai                   | Юпітер        | Четвер                  |
| 6. | வெள்ளிக்கிழமை          | VeLLi-kizhamai                    | Венера        | П'ятниця                |
| 7. | சனிக்கிழமை           | sani-kizhamai                     | Сатурн        | Субота                  |

## Місяці
Новий рік починається з весняного рівнодення, що святкують 13 чи 14 квітня.
Кількість днів у місяці коливається між 29 та 32.
| №   | Тамільська назва | Транслітерація латинською абеткою | Український відповідник               |
| --- | ---------------- | --------------------------------- | ------------------------------------- |
| 01. | சித்திரை             | Cittirai                          | середина квітня до середини травня    |
| 02. | வைகாசி              | Vaikāsi                           | середина травня до середини червня    |
| 03. | ஆனி               | Āni                               | середина червня до середини липня     |
| 04. | ஆடி               | Ādi                               | середина липня - середина серпня      |
| 05. | ஆவணி              | Āvaṇi                             | середина серпня до середини вересня   |
| 06. | புரட்டாசி            | Puraṭṭāsi                         | середина вересня до середини жовтня   |
| 07. | ஐப்பசி             | Aippasi                           | середина жовтня - середина листопада  |
| 08. | கார்த்திகை            | Kārttikai                         | середина листопада до середини грудня |
| 09. | மார்கழி             | Mārkazhi                          | середина грудня до середини січня     |
| 10. | தை                | Tai                               | середина січня - середина лютого      |
| 11. | மாசி               | Māsi                              | середина лютого до середини березня   |
| 12. | பங்குனி             | Paṅkuni                           | середина березня до середини квітня   |

## Сезони
Тамільський рік поділений на шість сезонів, кожен з яких триває два місяці:
| Тамільська назва | Транслітерація латинською абеткою | Переклад            | Тамільські місяці  | Українські місяці                 |
| ---------------- | --------------------------------- | ------------------- | ------------------ | --------------------------------- |
| இளவேனில்            | ila-venil                         | Легке тепло         | chithirai, vaigāsi | Середина квітня - середина червня |
| முதுவேனில்            | mutu-venil                        | Жорстке тепло       | āni, ādi           | Середина червня - середина серпня |
| கார்               | kaar                              | Темні хмари, Дощ    | āvani, puratāci    | Середина серпня - середина жовтня |
| கூதிர்              | koothir                           | Холод               | aippasi, kārthigai | Середина жовтня - середина грудня |
| முன்பனி             | mun-pani                          | Ранній туман / роса | mārkazhi, tai      | Середина лютого - середина квітня |
| பின்பனி             | pin-pani                          | Пізній туман / роса | māsi, panguni      | Середина лютого - середина квітня |

## Віки

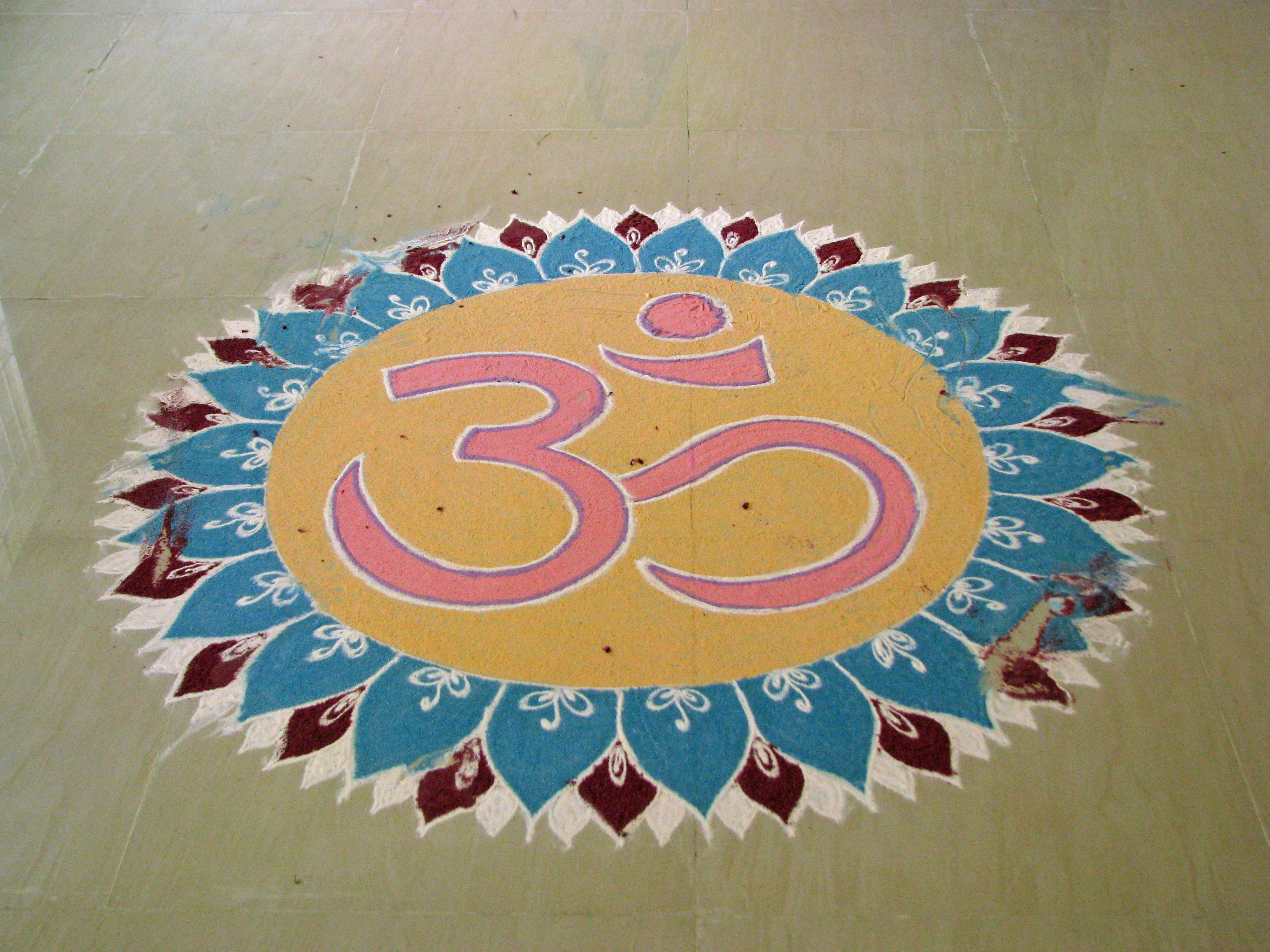
Таміли прикрашають підлогу геометричними малюнками з крейди (колам) на різні свята.

60-річний цикл є загальним для традиційних календарів Північної та Південної Індії.  Назви років задають тамільські астрологи, що вірять у те, що ім'я року може задати напрямок руху долі тамілів у цьому році. Після закінчення шістдесяти років календар починається заново з першого року. В таблиці показаний теперішній вік тамільського календаря.
| №   | Тамільська назва | Транслітерація латинською абеткою | Григоріанський рік |  | №   | Тамільська назва | Транслітерація латинською абеткою | Григоріанський рік |
| --- | ---------------- | --------------------------------- | ------------------ |  | --- | ---------------- | --------------------------------- | ------------------ |
| 01. | பிரபவ             | Prabhava                          | 1987–1988          |  | 31. | ஹேவிளம்பி            | Hevilambi                         | 2017–2018          |
| 02. | விபவ              | Vibhava                           | 1988–1989          |  | 32. | விளம்பி             | Vilambi                           | 2018–2019          |
| 03. | சுக்ல              | Sukla                             | 1989–1990          |  | 33. | விகாரி              | Vikari                            | 2019–2020          |
| 04. | பிரமோதூத            | Pramodoota                        | 1990–1991          |  | 34. | சார்வரி             | Sarvari                           | 2020–2021          |
| 05. | பிரசோற்பத்தி          | Prachorpaththi                    | 1991–1992          |  | 35. | பிலவ              | Plava                             | 2021–2022          |
| 06. | ஆங்கீரச            | Aangirasa                         | 1992–1993          |  | 36. | சுபகிருது            | Subakrith                         | 2022–2023          |
| 07. | ஸ்ரீமுக             | Srimukha                          | 1993–1994          |  | 37. | சோபகிருது            | Sobakrith                         | 2023–2024          |
| 08. | பவ               | Bhava                             | 1994–1995          |  | 38. | குரோதி              | Krodhi                            | 2024–2025          |
| 09. | யுவ               | Yuva                              | 1995–1996          |  | 39. | விசுவாசுவ            | Visuvaasuva                       | 2025–2026          |
| 10. | தாது               | Dhaatu                            | 1996–1997          |  | 40. | பரபாவ             | Parabhaava                        | 2026–2027          |
| 11. | ஈஸ்வர             | Eesvara                           | 1997–1998          |  | 41. | பிலவங்க            | Plavanga                          | 2027–2028          |
| 12. | வெகுதானிய            | Vehudhanya                        | 1998–1999          |  | 42. | கீலக              | Keelaka                           | 2028–2029          |
| 13. | பிரமாதி             | Pramathi                          | 1999–2000          |  | 43. | சௌமிய              | Saumya                            | 2029–2030          |
| 14. | விக்கிரம            | Vikrama                           | 2000–2001          |  | 44. | சாதாரண             | Sadharana                         | 2030–2031          |
| 15. | விஷு               | Vishu                             | 2001–2002          |  | 45. | விரோதகிருது           | Virodhikrithu                     | 2031–2032          |
| 16. | சித்திரபானு           | Chitrabaanu                       | 2002–2003          |  | 46. | பரிதாபி             | Paridhaabi                        | 2032–2033          |
| 17. | சுபானு              | Subhaanu                          | 2003–2004          |  | 47. | பிரமாதீச            | Pramaadhisa                       | 2033–2034          |
| 18. | தாரண              | Dhaarana                          | 2004–2005          |  | 48. | ஆனந்த             | Aanandha                          | 2034–2035          |
| 19. | பார்த்திப            | Paarthiba                         | 2005–2006          |  | 49. | ராட்சச             | Rakshasa                          | 2035–2036          |
| 20. | விய               | Viya                              | 2006–2007          |  | 50. | நள               | Nala                              | 2036–2037          |
| 21. | சர்வசித்து           | Sarvajith                         | 2007–2008          |  | 51. | பிங்கள             | Pingala                           | 2037–2038          |
| 22. | சர்வதாரி            | Sarvadhari                        | 2008–2009          |  | 52. | காளயுக்தி            | Kalayukthi                        | 2038–2039          |
| 23. | விரோதி              | Virodhi                           | 2009–2010          |  | 53. | சித்தார்த்தி           | Siddharthi                        | 2039–2040          |
| 24. | விக்ருதி             | Vikruthi                          | 2010–2011          |  | 54. | ரௌத்திரி             | Raudhri                           | 2040–2041          |
| 25. | கர               | Kara                              | 2011–2012          |  | 55. | துன்மதி             | Dunmathi                          | 2041–2042          |
| 26. | நந்தன             | Nandhana                          | 2012–2013          |  | 56. | துந்துபி             | Dhundubhi                         | 2042–2043          |
| 27. | விஜய              | Vijaya                            | 2013–2014          |  | 57. | ருத்ரோத்காரி           | Rudhrodhgaari                     | 2043–2044          |
| 28. | ஜய               | Jaya                              | 2014–2015          |  | 58. | ரக்தாட்சி            | Raktakshi                         | 2044–2045          |
| 29. | மன்மத             | Manmatha                          | 2015–2016          |  | 59. | குரோதன             | Krodhana                          | 2045–2046          |
| 30. | துன்முகி             | Dhunmuki                          | 2016–2017          |  | 60. | அட்சய             | Akshaya                           | 2046–2047          |

## Свята

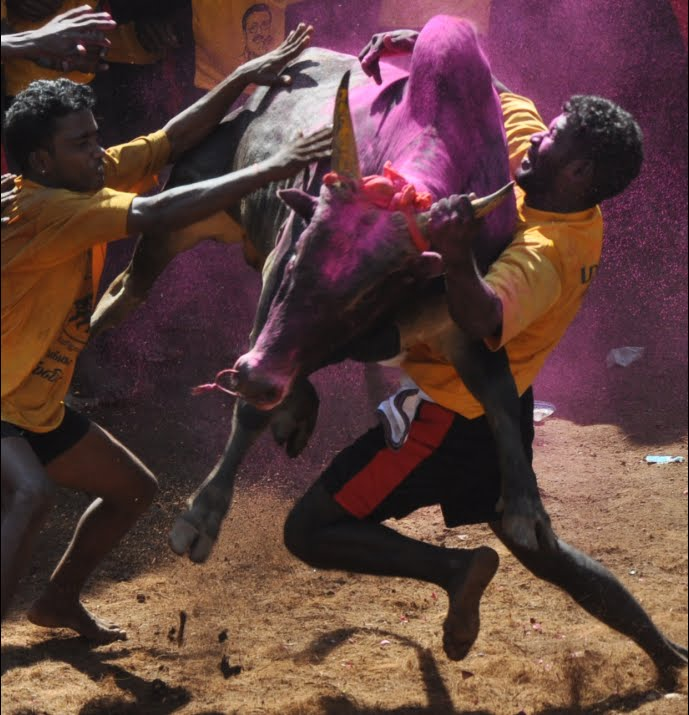
Джаллікатту, розвага з биками на свято Матту понгал

| Тамільська назва | Транслітерація латинською абеткою | Переклад                   | Тамільський місяць | Дата      |
| ---------------- | --------------------------------- | -------------------------- | ------------------ | --------- |
| தமிழ்ப்புத்தாண்டு        | Tamil Puthandu                    | Тамільський новий рік      | chithirai          | 14 квітня |
| மாட்டுப் பொங்கல்ு        | Mattu Pongal                      | Бик процвітання (дослівно) | Thai               | 16 січня  |